# Prva hrvatska štedionica
Prva hrvatska štedionica Zagreb (Praštediona) – Perva horvatska štedionica (Erste kroatische Sparkassa- Elsö horvát takarék pénztar Zágráb); osnovana je 1846. kao “Perva horvatska štedionica.”  Statut Štedionice potvrđen je 24. listopada 1846. Dionička glavnica od 40 000 srebrnih forinti bila je uplaćena 1. prosinca 1846., a poslovanje je započelo 14. prosinca 1846. Na 18. glavnoj skupštini od 20. veljače 1861. promijenjen je naziv “Perva horvatska štedionica” u Prva hrvatska štedionica.

## Povijest
Prva hrvatska štedionica osnovana je 4. ožujka 1846. godine u Zagrebu. Osnivači su bili Ljudevit Gaj, Dimitrija Demetar, Antun Mažuranić, barun Ambroz Vranyczany, barun Franjo Kulmer, Anastas Popović i dr. Štedionica je upisana u registar za društvene tvrtke Kr. sudbenog stola kao trgovačkog suda u Zagrebu dana 10. srpnja 1876. (NN 162/1876). Funkcionirala je na osnovu pravila prihvaćenih na Glavnoj skupštini društva. Početkom 1928. godine provedeno je preuzimanje Ujedinjene centralne banke u Sarajevu i osnivanje mnogih filijala, i to: u Sarajevu, Banjoj Luci, Bihaću, Brčkom, Derventi, Mostaru, Travniku i Tuzli.
Ministarstvo rada Federalne Hrvatske odobrilo ja nastavak rada ovoj štedionici u Zagrebu i svim njezinim podružnicama na području Federacije (NN 8/1945). Godine 1945. uprava je štedionice izvedena pred sud pod optužbom sudjelovanja u ustrojstvu NDH. Imovina Prve hrvatske štedionice konfiscirana je na temelju presude Okružnog suda za grad Zagreb br. K 490/45 od 26. studenoga 1945. Presudu je 25. siječnja 1946. potvrdio Vrhovni sud Hrvatske. Narodna banka FNRJ – Centrala za NRH Zagreb, kao likvidator, objavila je 17. studenoga 1949. da je likvidacija štedionice završena pravomoćnim sudskim rješenjem, a po odredbama Uredbe o likvidaciji odnosa nastalih konfiskacijom imovine privatnih kreditnih poduzeća (NN 91/1949).

## Djelatnost
Početna dionička glavnica bila je 40 000 srebrnih forinti u 400 dionica po 100 forinti. Prvi predsjednik banke bio je Anastas Popović. Banka se bavila mjeničnim, založnim, lombardnim, eskontnim, depozitnim i hipotekarnim poslovima:

1. 1846. – 1866. – eskont mjenica te založni i hipotekarni poslovi (kreditor trgovine, obrtništva, manufakture, industrije);

2. 1867. – 1896. – hipotekarni i lombardni poslovi, poslovanje s vrijednosnim papirima, rast štednih uloga;

3. 1897. – 1917. – za predsjedanja grofa M. Kulmera na mjesto generalnog ravnatelja izabran je 1. ožujka 1897. Milivoj Crnadak - uvedeno dvostruko knjigovodstvo, povećan broj zaposlenih i dionička glavnica s 42 000 forinti na 400 000 forinti, sagrađena nova zgrada banke u Ilici 5 (Oktogon), a industrijskom i novčanom kompleksu Praštedione pripadale su sljedeće tvrtke: Bothe i Ehrmann d.d. tvornica pokućstva, dekorativne i tapetarske robe u Zagrebu, Zagrebačka dionička tvornica papira, Zagrebački paro- i umjetni mlin, Zagrebačka ledana d.d., Croatia, tvornica portland cementa d.d., Hrvatski štamparski zavod d.d., Hrvatska komercijalna banka d.d., Hrvatska banka za promet s nekretninama d.d., Croatia, osiguravajuća zadruga - Zagreb, Hrvatska centralana banka za Bosnu i Hercegovinu d.d. - Sarajevo, Hrvatska vjeresijska banka d.d. - Dubrovnik;

4. 1918. – 1929. - godine 1924. Štedionica okuplja 16 banaka i kreditnih zavoda, više od 40 poslovnih filijala, 51 industrijsko poduzeće, 5 velikih trgovinskih društava, 7 prometnih dioničkih društava, štedni uloz čine 20% svih uloga u zemlji, a 1929. za ravnatelja je izabran dr. B. Pliverić;

5. 1929. – 1946. – početkom 1931. vlada Kraljevine Jugoslavije donosi Zakon o novcu koji označava daljnje jačanje središnjeg (beogradskog) državnog bankarstva i slabljenje drugih novčarskih zavoda. Godine 1934. štedionica izrađuje sanacijski program, temeljem kojeg je kapital štedionice povišen na 20 000 dinara i to izdavanjem tzv. prioritetnih dionica. Nakon sanacije štedinica je morala rasprodati svoja građevinska zemljišta, a prestala je i financirati industriju u Hrvatskoj. Sve do Drugog svjetskog rata štedionica je imala svoje filijale u Beogradu, Velikom Bečkereku, Novom Sadu, Sarajevu, Skopju, Ljubljani i Srijemu. Od 1934. – 1940. porasli su štedni ulozi i vrijednosni papiri, ali i opali hipotekarni i komunalni zajmovi. Za vrijeme NDH Štedionica financira velika poduzeća u industriji, trgovini i obrtu, a tijekom rata je upisala i velike državne zajmove.

## Unutarnji ustroj / genealogija
Ravnateljstvo Štedionice imalo je 27 članova.
- Objavak iz 1847.

## Napomena o vezama
Podružnice: Crikvenica (1902.), Varaždin (1904.), Osijek (1905.), Velika Gorica (1905.), Rijeka (1906.), Sušak, Čakovec, Đurđevac, Kraljevica (1907.), Bjelovar (1907. preuzimanje "Banke i štedionice" i bankovnog posla I. Kreutzer), Delnice (1907.), Virovitica (1907.), Zemun (1907.), Sisak (1908.), Požega (1909.), Brod na Savi (1911.), Đakovo (1911.), Senj (1911.), Vinkovci (1912.), Vukovar (1912.), Sv. Ivan Zelina (1912.), Novi (1914.), Ilok (1920.), Nova Gradiška (1920.), Daruvar, Maribor (1922.), Novi Sad (1922.), Pakrac (1927.), Bihać (1927.), Mostar (1927.), Travnik (1927-1941), Derventa (1927.), Brčko (1927.), Sarajevo (1927.), Tuzla (1927.). Ekspoziture: Vinica (1912.), Karlovac (1914.) i Novi (1914.).